# Typosyllis lucida
Typosyllis lucida är en ringmaskart som först beskrevs av Chamberlin 1919.  Typosyllis lucida ingår i släktet Typosyllis och familjen Syllidae. Inga underarter finns listade i Catalogue of Life.